# 金峯神社 (鶴岡市)
金峯神社（きんぼうじんじゃ）は、山形県鶴岡市にある神社である。旧社格は県社。明治の神仏分離までは金峯山蔵王権現と称し、修験道場となっていた。
金峯山山頂に本殿があり、金峯山全域に社殿が点在する。

## 祭神
現在は少彦名神・大国主神・事代主神・安閑天皇を祭神としている。

## 歴史
大同年間（806年 - 810年）、金峯山（金山、鎮山とも）の山頂にはじめて社殿が創建され、承暦年間（990年 - 995年）、大和国宇多郡の丹波守盛宗が出羽国に移る際に吉野の金峯山の神を勧請したと伝える。
奥州藤原氏はじめ歴代の領主が崇敬し、江戸時代には庄内藩の祈願所とされた。神仏習合の時代には真言宗の修験道場として栄えていた。金峯山の周囲の虚空蔵山、熊野長峰を含めた3山が熊野三所権現となった。さらに母狩山から摩耶山にいたる広大な山域は、逆峰修験の場となった。
明治の神仏分離に際し、明治3年（1870年）に御嶽神社、明治10年（1877年）に金峯神社に改称した。明治9年に県社に列した。神仏分離の際に、山麓の青龍寺は真言宗の寺院として金峯神社から分離した。

## 文化財
重要文化財
- 本殿
- 銅鉢